# دکتر دولیتل ۲
دکتر دولیتل ۲ (انگلیسی: Dr. Dolittle 2) فیلمی به کارگردانی استیو کار، نویسندگی هیو لوفتینگ و لری لوین، تهیه‌کنندگی جان دیویس و بازی ادی مورفی، راون سایمون، جفری جونز، کوین پولاک، کریستین ویلسون، کیلا پرت، لارنس پرسمن، استیو اروین و کریستال محصول سال ۲۰۰۱ میلادی است.